# 898 Hildegard
898 Hildegard eller 1918 EA är en asteroid i huvudbältet, som upptäcktes 3 augusti 1918 av den tyske astronomen Max Wolf i Heidelberg. Den har fått sitt namn efter Hildegard av Bingen.
Asteroiden har en diameter på ungefär 11 kilometer.